# مقاطعة هيكمان (تينيسي)
مقاطعة هيكمان (بالإنجليزية: Hickman County, Tennessee)‏ هي إحدى مقاطعات ولاية تينيسي في الولايات المتحدة. ، وتبلغ مساحتها 1587 كم2، بلغ عدد سكانها 24690 نسمة في عام 2010 حسب إحصاء مكتب تعداد الولايات المتحدة وتصل الكثافة السكانية فيها 14 نسمة/كم2.

## وصلات خارجية
- hickmanco.com